# Kira Marie Peter-Hansen
Kira Marie Peter-Hansen   (Frederiksberg, 23 de febrer de 1998) és una política danesa. És membre del partit Esquerra Verda (part del grup Els Verds-Aliança Lliure Europea) al Parlament Europeu i eurodiputada arran de les eleccions al Parlament Europeu de 2019. Peter-Hansen va ser l'eurodiputada més jove de la història de la institució.

## Trajectòria
Kira Marie Peter-Hansen va créixer a Værløse, al municipi de Furesø. Es va unir a l'ala juvenil del Partit Popular Socialista el 2015 com a responsable de finances de l'organització. Abans de la seva carrera política va treballar com a barista. Va ser la directora de campanya per a l'elecció d'Astrid Aller com a regidora de Copenhaguen a les eleccions municipals daneses de 2017.
El polític Karsten Hønge es va presentar com a candidat del Partit Popular Socialista a les eleccions europees del 2019. Va ser el segon a la llista del partit, i va ser elegit juntament amb Margrete Auken. No obstant això, va optar per no ocupar el seu escó per a buscar la reelecció a les eleccions legislatives daneses de 2019. Peter-Hansen va ser nomenada per convertir-se en eurodiputada en el seu lloc, ja que ella havia rebut el següent nombre de vots entre qualsevol dels candidats del partit. Amb 21 anys, 3 mesos i 3 dies, va ser la eurodiputada més jove de la història.
Al Parlament Europeu, Peter-Hansen és membre de la Comissió d'Ocupació i Afers Socials, en la qual exerceix de coordinadora dels Verds, i membre suplent de la Comissió d'Afers Econòmics i Monetaris. El 2020 també es va incorporar al Subcomitè d'Afers Fiscals. A més de les seves tasques de comissió, Peter-Hansen forma part de la delegació del Parlament per a les relacions amb l'Índia. També és membre de l'Intergrup del Parlament Europeu sobre els Drets LGBT i de l'Intergrup dels Sindicats del Parlament Europeu.
Des del 2021 Peter-Hansen exerceix com a vicepresidenta del grup dels Verds-Aliança Lliure Europea, sota el lideratge dels copresidents Ska Keller i Philippe Lamberts. Ha declarat que les seves principals prioritats al parlament són promoure una política respectuosa amb el medi ambient i renegociar la política agrícola comuna.